# Balalajka
Balalájka je družina ruskih ljudskih brenkal trikotne oblike s tremi strunami.
Sodobne balalajke se izdelujejo v šestih izvedbah:
- Piccolo (redko)
- Prima
- Secunda
- Alt
- Bas
- Kontrabas

Kot solo glasbilo se praviloma uporablja prima, z uglasitvijo E-E-A, pri čemer sta obe globoki struni uglašeni enako.
Strune za tri najmanjše balalajke so prvotno izdelovali iz čreves, danes pa praviloma iz najlona ali jekla.
Domnevno so prinesli balalajko v področje današnje Rusije Mongoli iz osrednje Azije, od koder so se razširili tudi drugi podobni instrumenti kot perzijski setar, uzbekistanski durar in turški saz. 
Balalajka je bila dolga stoletja priljubljen instrument na ruskem podeželju.
Igra se s kazalcem desnice ali s trzalico.
Pogosto so združene v orkestre balalajk in kot take poznane tudi izven Rusije.